# (I Like) The Way You Love Me
(I Like) The Way You Love Me is de geremixte versie van Michael Jacksons demo The Way You Love Me, van het album The Ultimate Collection. (I Like)The Way You Love Me verscheen op het album Michael. Deze versie bevatte meer vocals van Michael Jackson. Op 18 januari 2011 verscheen het nummer in Korea als een digitale single. Op 8 juli verscheen de single op Italiaanse radiostations.

## Tracklist
Download
1. (I Like) The Way You Love Me (albumversie)